# Joseph Kopp
Joseph Kopp (Lohberg, 16 novembre 1788 – Erlangen, 7 luglio 1842) è stato un filologo classico tedesco.

## Biografia
Frequentò il liceo a Monaco di Baviera come allievo di Friedrich Jacobs, successivamente nel 1810-1812 studiò filologia presso l'Università di Heidelberg, dove vi erano come insegnanti: August Boeckh e Georg Friedrich Creuzer. In seguito, lavorò come maestro di scuola a Monaco di Baviera. Nel 1827 fu nominato professore di filologia presso l'Università di Erlangen, dove divenne un buon amico e collega dell'orientalista Friedrich Rückert.

## Opere
Non era un prolifico autore di libri, però si può dire che la sua opera più nota fu un'edizione di Damascio, intitolato Damascii philosophi Platonici Quaestiones de primis principiis (1826). Nel 1831-1834 pubblicò un libro nel quale trattava delle varie recensioni da lui date sui libri di Aristotele. Fece anche delle opere sulla letteratura orientale, e sulla storia della filosofia, ecc. Nel 1888 il romanziere Fritz Reuter pubblicò un'opera per il centennale del poeta: Friedrich Rückert in Erlangen und Joseph Kopp. Nach Familienpapieren dargestellt zum hundertjährigen Geburtstag des Dichters.